# Popside
Popside var ett musikprogram producerat av Sveriges Radio-TV som visades i svensk TV åren 1966–1968.

## Historia
Popside startade den 5 juni 1966 med att visa en 20-minuterskonsert inspelad i Radiohuset med The Who, som två dagar innan väckt stor uppmärksamhet med sin konsert på Gröna Lund. Programmet återkom i stort sett varje vecka under sommaren 1966 i formatet 20-minuter med konserter och intervjuer, med Ulla Berglund som producent. Bland de internationella artisterna som framträdde märks Simon & Garfunkel, The Hollies, Manfred Mann, The Walker Brothers och Pretty Things. Friends, Fabulous Four och Lee Kings var några av de svenska banden som medverkade. 
Under slutet av våren återkom Popside nu med större ambition och ny producent, Johan Segerstedt, och Kjell Alinge som presentatör samt med filmregissören Lasse Hallström som skulle skapa korta musikfilmer.  Programserien 1967 inleddes med Jimi Hendrix Experience i Radiohuset, dagen efter deras omtumlande spelning på Gröna Lund. Säsongen 1967 innehöll svenska musikgrupper som Hansson & Karlsson, Tages, The Outsiders, Science Poption, Mecki Mark Men och Smulorna. 
Under säsongen 1968 dök Popside upp lite då och då under hela året i olika format. Magnus & Brasse skojade till programmen med sketcher, några få internationella artister som Eric Burdon & The Animals, Paul Jones och The Tremeloes deltog, samt de svenska Eleanor Bodel, Tommy Körberg, Slamcreepers, Hawkey Franzén och Moonlighters.
Programmets signatur var från början den instrumentala delen i Ola and the Janglers version av Simon and Garfunkels låt "We've Got A Groovey Thing Goin'", en låt de släppt som B-sidan på sin cover av "Poetry in Motion" och senare på sin LP Lime Light. På fodralet för singeln skrev skivbolaget Gazell stolt att låten var signaturen från Popside. Under de senare åren användes främst diverse låtar som signaturer, som The Spencer Davis Groups "I'm a Man".